# Georges Valensi
M. Georges Valensi (1889–1980) fou un enginyer en telecomunicacions  Francès que, el 1938, va inventar i patentar un mètode per a transmetre imatges en color mitjançant luma i crominància per tal que es poguessin rebre tant televisió de color com de blanc i negre. Els mètodes de televisió en color, que havien estat en desenvolupament des dels anys vint, eren incompatibles amb les televisors monocroms.
Valensi era un oficial de  CCIF primer com a  Secretari general (1923–1948) i després com a Director general (1949–1956).
Tots els estàndards actuals de televisió en color àmpliament desplegats - NTSC, SECAM, PAL i els estàndards digitals actuals - implementen la seva idea de transmetre un senyal compost amb  luminància i crominància per separat. Com que la seva invenció va datar la introducció real de la televisió en color durant molt de temps, la seva patent es va estendre excepcionalment fins al 1971.